# 天主教伍華中學

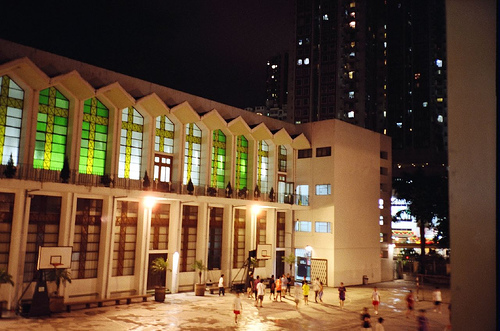
善導之母堂與操場

天主教伍華中學（英語：Ng Wah Catholic Secondary School），創辦於1965年，位於香港九龍黃大仙新蒲崗彩虹道的津貼男校，於2022-2023年度轉為男女校。

## 歷史
天主教伍華中學原名新蒲崗天主教英文中學，創於1965年。於現校舍建成前，與伍華小學一併借用彩虹邨天主教英文中學新建成之校舍上課。時開12班（中一至中三），學生人數共480人。
1966年3月30日，兩校遷入現校舍上課，並由港督戴麟趾於4月14日主持揭幕。 1968年，市政局議員、建築師伍秉堅為紀念父親伍華對教會的貢獻，贊助學校，因此校董會決定改兩校校名為伍華書院，此校改名為伍華書院－中學部。 七十年代後期將中學部六樓天台頂樓改建，成為校舍的新樓層（六樓）。
1986年雨天操場加建三間教室。在“學校改善計劃”中，在小學大樓近彩虹道方向興建了六層之校舍新翼。
另外，又將原設於雨天操場之三間課室改作學生活動室，兩項改善工程均於2000年中完成。為配合教區統一所屬學校稱謂，伍華書院－中學部於2002年更名為天主教伍華中學。
由於該校禮堂位於地下，故校方禁止學生在校內踢皮製足球，以免打破禮堂外具有濃厚天主教特色的七彩玻璃。學生因而建立了「膠波仔」文化，即是用塑膠球（俗稱西瓜波）代標準足球來進行足球運動。「膠波仔」文化在該校已有超過30年歷史，深受學生歡迎。

## 歷任校監及校長

### 校監
除第八任小學校監外，中學校監亦兼任小學校監與善導之母堂主任司鐸。
1. 覺法治神父（01.09.1965-09.12.1969）
2. 孟乃傑神父（代理）（10.12.1969-01.06.1970）
3. 覺法治神父[1]（02.06.1970-09.12.1970）
4. 達碑立神父（10.12.1970-15.09.1972）
5. 容達榮神父（16.09.1972-15.01.1973）
6. 方叔華神父（16.01.1973-09.05.1974）
7. 余遠之神父（10.05.1974-14.02.1987）
8. 余尚實神父（15.02.1987-31.01.1988）
9. 范錦棠神父（01.02.1988-17.07.1989）
10. 胡雅明神父（18.07.1989-21.02.1990）
11. 余尚實神父（22.02.1989-25.07.1990）
12. 覺法治神父（26.07.1990-31.01.1999）
13. 余尚實神父（01.02.1999-15.08.2001）
14. 伍國寶神父（16.08.2001-31.08.2009）
15. 羅國輝神父（01.09.2009-31.08.2017）
16. 周偉文神父（01.09.2017-31.08.2021）
17. 陳德雄神父（01.09.2021-31.08.2025）
18. 林銘神父（01.09.2025-現在）

### 校長（日校）
1. 林志光先生[1]（1965-1969）
2. 蔡永祺先生（1969-1973）
3. 盧振康先生（1973-1974）
4. 羅建榮先生（1974-1998）
5. 陳錦添女士（1998-2004）
6. 龔廣培先生（2004-2008）
7. 黃秉坤博士（2008-2012）
8. 劉柏齡先生（2012-2020）
9. 李宛儀女士（2020-現在）

### 校長（夜校）
1. 蔡伯先生[2]

## 著名/傑出校友
學術、教育界
- 譚堅：八達通營運及市務總經理、香港中文大學市場學系客座副教授
- 謝思明：香港理工大學 酒店及旅遊管理學院助理教授
- 麥勁生：香港浸會大學歷史系教授
- 邱勇：嶺南大學社會學及社會政策系教授
- 郭永鴻：香港大學工業及製造系統工程系助理教授
- 馮偉華：香港教育專業人員協會2014年－2016年理事會主席
- 潘錦全：珠海學院新聞及傳播系高級講師、亞洲電視及《天天日報》前首席記者
- 阮志雄：人稱雄仔叔叔，詩人、作家、專業講故事人，曾當中學教師、幼兒教育工作員，劇團教育主任。現為「四圍講古」成員

政治、公共事業界
- 陳健波，GBS，BBS，JP：行政會議成員、立法會議員（保險界）
- 李華明：前立法會議員（九龍東）
- 丘應樺：商務及經濟發展局局長，前大灣區航空行政總裁
- 陳沛然：前立法會議員（醫學界）
- 余敏華：前新界北總區行動部總警司
- 林國良：前懲教署署長
- 黃成禧：前庫務署署長
- 倪鍚水：入境事務主任協會2014年－2016年執行委員會主席、紀律部隊評議會、入境處職方代表
- 許家驊：中央政策組社會發展及生活質素委員會前委員
- 余仲賢：平等機會委員會 前行動科總監
- 忻國元：香港郵政總監（運作）
- 唐學良：前沙田區議員（下城門選區）
- 張茂清：前黃大仙區議員（慈雲西選區）

商業、醫學界
- 黃創增：寶光實業主席兼行政總裁 （集團旗下包括時間廊)、眼鏡88有限公司集團主席（旗下包括眼鏡88、eGG眼鏡)
- 李錦：法國興業證券（香港）衍生工具部亞洲區前董事（日本除外）
- 梁啟源：牙科醫生
- 梁兆龍：牙科醫生

傳媒、體育界
- 岑建勳：資深傳媒人[3]
- 吳志森：資深傳媒人
- 楊健興：香港記者協會主席
- 嚴劍豪：前亞洲電視新聞主播
- 蒙為亮：電台節目主持
- 黎耀昌：香港超級足球聯賽理文流浪足球隊球員
- 張偉康：香港籃球聯賽球隊永倫及港隊球員

演藝界
- 陳光榮：作曲家、樂隊Fundamental成員[註 1]
- 楊漢源、符元偉、勞國超、劉家煌：樂隊Fundamental及Axcess成員[註 1]
- 何英傑：香港著名女子樂隊組合FFX經理人
- 翟威廉：香港男藝人
- 劉卓軒：香港男歌手[註 2][4]
- 強尼：電視節目主持人
- 宣柏健：傳媒人 影評人 專欄作家
- 柳應廷：香港男子組合MIRROR成員
- 陳嘉豪：壹號藝術顧問創辦人、蜷川實花經紀人、監製

其他
- 黄宏泰：會計師公會ACCA香港分會前會長
- 黃國恩：香港執業律師及中國委托公証人、前黃大仙區議員
- 梁錦榮，MBG：馬尼拉人質事件死者

## 刊物
- 《伍華學生》，由學生會自1968年出版的年刊。現任學生會cohesion有出版。
- 《匯聚》，由中文學會自1999年出版的學生文集，主要由該校學生的作文結集而成